# Settima (Gossolengo)
Settima è una frazione del comune italiano di Gossolengo, nella provincia di Piacenza, in Emilia-Romagna.
La frazione è nota per essere stata il luogo del ritrovamento del celebre fegato di Piacenza, riproduzione in bronzo di un fegato di pecora (I-II secolo a.C.) che riporta la volta del cielo e i nomi delle divinità etrusche. Il manufatto fu rinvenuto casualmente da un contadino il 26 settembre 1877, durante l'aratura di un campo in località Ciavernasco.

## Geografia fisica
La frazione di Settima è situata a 97 m s.l.m., nella pianura Padana, nonl ontano dal corso del fiume Trebbia, a circa 4 km sud-est del capoluogo comunale e a poco più di 10 km a sud della città di Piacenza. È posta al confine con il comune di Podenzano.
Nel territorio della frazione sono comprese anche le piccole località di Baselica, Ciavernasco e Ponte Vangaro.

## Storia
Il centro abitato pare risalire al Medioevo, in quanto è documentata la presenza di una chiesa sin dal 1123 e di un castello, che a partire dal 1515 appartenne alla famiglia Landi.
Nel XVII secolo Settima fu sede di una piccola contea, retta prima dai conti Giorgi e poi, all'estinzione di questa famiglia, assegnata nel 1699 dal duca Francesco Farnese all'ingegnere e diplomatico Giovanni Angelo Gazzola, che aveva sposato Angela Giorgi Zanettini nel 1682.

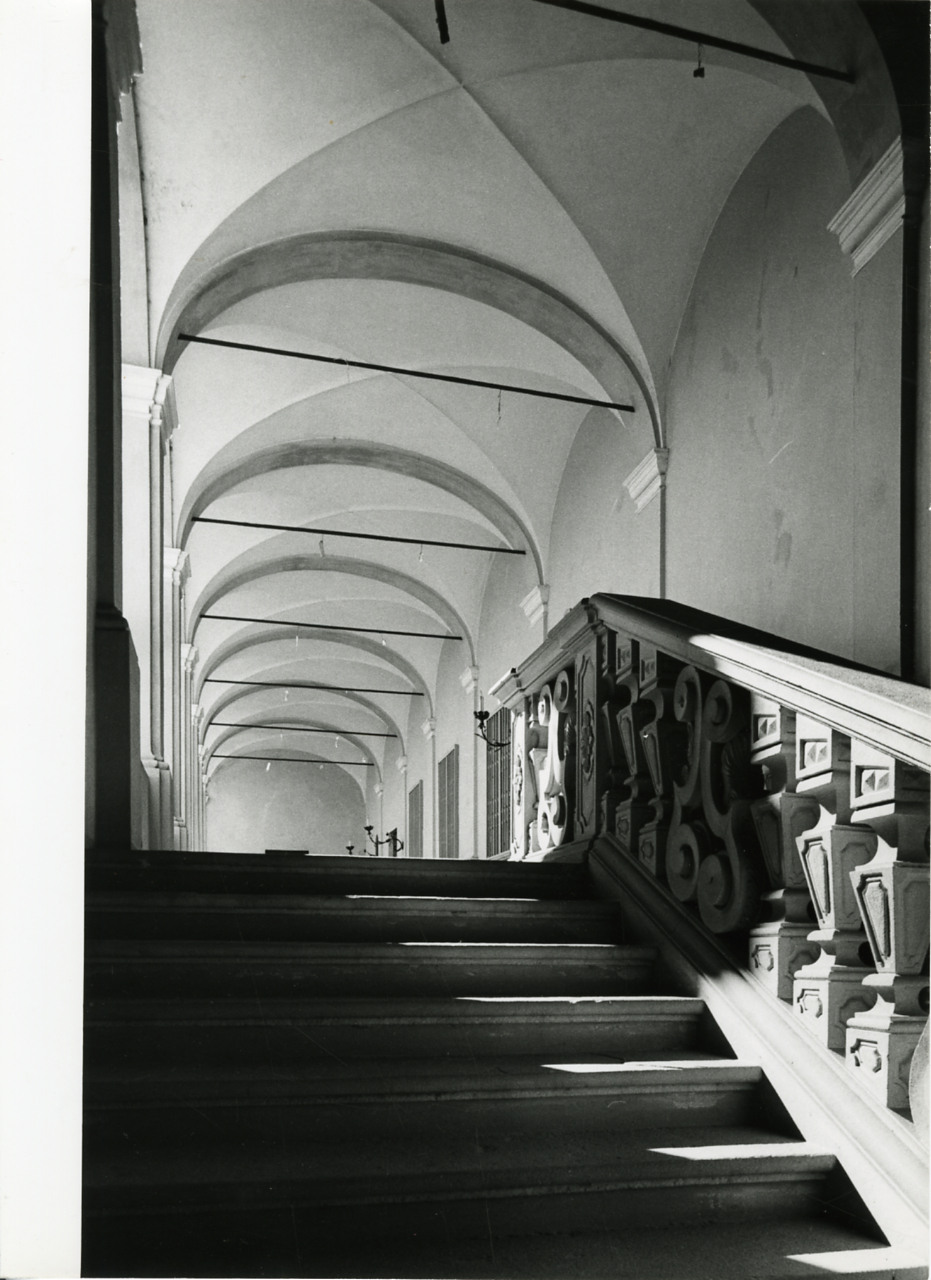
Interni di Villa Zanettini (in seguito villa Gazzola), detta anche Villa di Settima, nel 1981. Foto di Paolo Monti.

## Monumenti e luoghi d'interesse

### Architetture religiose
Chiesa parrocchiale di Santa Maria Assunta
Situata al centro del paese, venne edificata nel 1756 in sostituzione di un perduto luogo di culto medievale, citato nel 1123 e della quale rimane la documentazione della parrocchia a partire dal 1384. L'edificio si presenta in stile neoclassico, con gli interni affrescati nella prima metà del XX secolo da Alberto Aspetti e Umberto Concerti. Il campanile fu realizzato tra il 1776 e il 1785. Fino al 1958, fu sede di un vicariato. La chiesa è stata restaurata nel 1938 e nel 1982.

### Architetture civili
Villa Zanettini
Edificata a opera dei conti Giorgi Zanettini, risale alla prima metà del XVII secolo, quando i suddetti conti fecero demolire il castello di Settima appartenuto in precedenza alla famiglia Landi per realizzarvi la propria residenza.

### Architetture militari
Castello di Settima
Citato in un'investitura risalente al XV secolo in cui viene concesso alla famiglia Landi da parte di Giovanni Maria Visconti, sorge sui resti di una precedente torre andata distrutta durante alcuni scontri nel XIII secolo. L'edificio, in pessimo stato di conservazione, presenta una struttura a quattro lati con torri poste sugli angoli: due di queste torri, tuttavia sono andate distrutte così come altre parti del complesso quando, nel seicento, venne costruita l'adiacente villa dei conti Zanettini.
Castello di Baselica
Prende il nome dalla possibile presenza di una basilica rurale nel punto in cui venne edificato. Venne costruito ad opera di Nicolino Tedeschi che aveva ottenuto nel 1400 la concessione da parte di Gian Galeazzo Visconti. Originariamente più basso, l'edificio di pianta rettangolare venne rialzato con lavori svolti in più fasi limitrofe in termini temporali, riconoscibili dai segni lasciati dalle varie merlature. Fu, infine sottoposto a un tentativo di trasformazione in dimora signorile che rimase limitato all'ala sud, caratterizzata dalla presenza di finestre archiacute.
Castello di Ciavernasco
Edificio risalente al XIV secolo, venne realizzato ad opera della famiglia Tedeschi appartenendo, poi, in seguito, agli Anguissola.